# Thessalia leanira
Thessalia leanira är en fjärilsart som beskrevs av Felder 1860. Thessalia leanira ingår i släktet Thessalia och familjen praktfjärilar. Inga underarter finns listade i Catalogue of Life.